# Ischitella
Ischitella é uma comuna italiana da região da Puglia, província de Foggia, com cerca de 4.558 habitantes. Estende-se por uma área de 87 km², tendo uma densidade populacional de 52 hab/km². Faz fronteira com Cagnano Varano, Carpino, Rodi Garganico, Vico del Gargano.

## Demografia
| Variação demográfica do município entre 1861 e 2011                               |
|                                                                                   |
| Fonte: Istituto Nazionale di Statistica (ISTAT) - Elaboração gráfica da Wikipedia |